# Yohann Delattre
Yohann Delattre (* 24. Januar 1968 in Lille) ist ein französischer Handballtrainer, Torwarttrainer und ehemaliger Handballspieler.

## Spielerkarriere

### Verein
Yohann Delattre spielte für den Lille Université Club und nach dessen Fusion mit dem HBC Villeneuve d’Ascq ab 1991 für den Lille Métropole Handball Club Villeneuve d’Ascq in der zweiten französischen Liga. 1993 wechselte der Torwart zum Erstligisten USAM Nîmes, mit dem er 1994 die Coupe de France gewann. Nach dem Rückzug von Nîmes nach dieser Saison nahm ihn OM Vitrolles unter Vertrag. Mit Vitrolles gewann er 1995 den Pokal und 1996 die Meisterschaft. Nachdem auch Vitrolles sich aus finanziellen Gründen nach der Saison 1995/96 zurückgezogen hatte, kehrte Delattre nach Lille zurück. 1997 stieg er mit dem Klub in die zweite Liga ab, kehrte aber als Meister der Division 2 ein Jahr später zurück. Nach der Saison 1999/2000 musste er erneut absteigen und beendete seine Laufbahn drei Jahre später in der zweiten Liga.

### Nationalmannschaft
In der französischen A-Nationalmannschaft debütierte Delattre im Jahr 1990. Bei der Europameisterschaft 1994 wurde er in nur einem Spiel eingesetzt und erreichte mit der Mannschaft den 6. Platz. Mit Frankreich gewann er bei der Weltmeisterschaft 1995 die Goldmedaille und bei der Weltmeisterschaft 1997 die Silbermedaille. Bei den Olympischen Spielen in Atlanta belegte die Auswahl den 4. Platz. Bei der Weltmeisterschaft 1999 kam er mit der Équipe auf den 6. Platz. Insgesamt bestritt er 74 Länderspiele.

## Trainerkarriere
Nach dem Ende seiner Spielerlaufbahn wurde Delattre Torwarttrainer bei französischen Nachwuchsnationalmannschaften. 2005 kehrte er nach Lille zurück. Seit 2014 ist er wieder beim französischen Handballverband angestellt. Mit der französischen männlichen U-21-Nationalmannschaft gewann er als Cheftrainer die U-21-Handball-Weltmeisterschaft 2015 und die U-21-Handball-Weltmeisterschaft 2019. Bei der U-20-Handball-Europameisterschaft der Männer 2016 gewann die U-20-Auswahl Bronze, bei der U-20-Handball-Europameisterschaft der Männer 2018 Silber, bei der U-20-Handball-Europameisterschaft der Männer 2022 wurde das Team Sechster. Seit September 2024 ist er als Co-Trainer der französischen Nationalmannschaft tätig. Bei der Handball-Weltmeisterschaft der Männer 2025 gewann er mit der Auswahl die Bronzemedaille.